# Musée des jouets de Prague
Pour les articles homonymes, voir Musée du jouet et Musée des jouets de Montauban.
Le musée des Jouets, en tchèque Muzeum hraček, est un musée du jouet à Prague, en République tchèque. Il est situé dans le château de Prague.